# خبازة إصبعية
خُبَّاز إصبعية بجلة معمرة تعلو نحو المتر. مهدها أمريكة الشمالية. أوراقها عميقة التفريض الإصبعي الشكل. أزهارها كبيرة القد قطرها نحو ٥ سم. بتلاتها مثلثة الزوايا، مسننة الحافة جؤوية اللون. ازهرارها يستمر طوال الصيف.